# 栄香料
栄香料株式会社（さかえこうりょう）は、東京都中央区に本社を置く香料メーカー。
創業は1945年。創立は1954年。

## 主な製品
- 食品用調合香料、食品添加物、香粧品用調合香料、その他産業用香料、化粧品・トイレタリー用原料の製造・販売
- 医薬部外品の販売
- クローダロム（Croda GmbH/Crodarom Division）／天然植物薬抽出による香粧品原料 アロフロア（Aroflor）ブランドの輸入販売

## 事業所
- 本社 - 〒103-0023  東京都中央区日本橋本町4丁目3番1号
- 狭山工場・研究所 - 〒350-1325  埼玉県狭山市根岸658-1

## 沿革
- 1945年8月（昭和20年）  仲山栄一が栄商会を創業
- 1948年7月（昭和23年）　株式会社栄商会を設立
- 1954年2月（昭和29年）  商号を栄香料株式会社と変更
- 1955年4月（昭和30年）  大泉研究所を開設（2008年に狭山工場・研究所へ移転）
- 1957年3月（昭和32年）  仲山栄一らが渡欧。フランス、イタリア、ドイツ、ベルギー等の多くの香料会社と契約。
- 1974年7月（昭和49年）  資本金を2,400万円に増資
- 2008年2月（平成20年）  狭山工場・研究所を開設
- 2012年8月（平成24年）　鈴木智が新社長に就任
- 2015年9月（平成27年）  ISO 9001認証を取得